# Ischnopsyllus peridolius
Ischnopsyllus peridolius är en loppart som beskrevs av Peus 1977. Ischnopsyllus peridolius ingår i släktet Ischnopsyllus och familjen fladdermusloppor. Inga underarter finns listade i Catalogue of Life.